# Сотацкие говоры

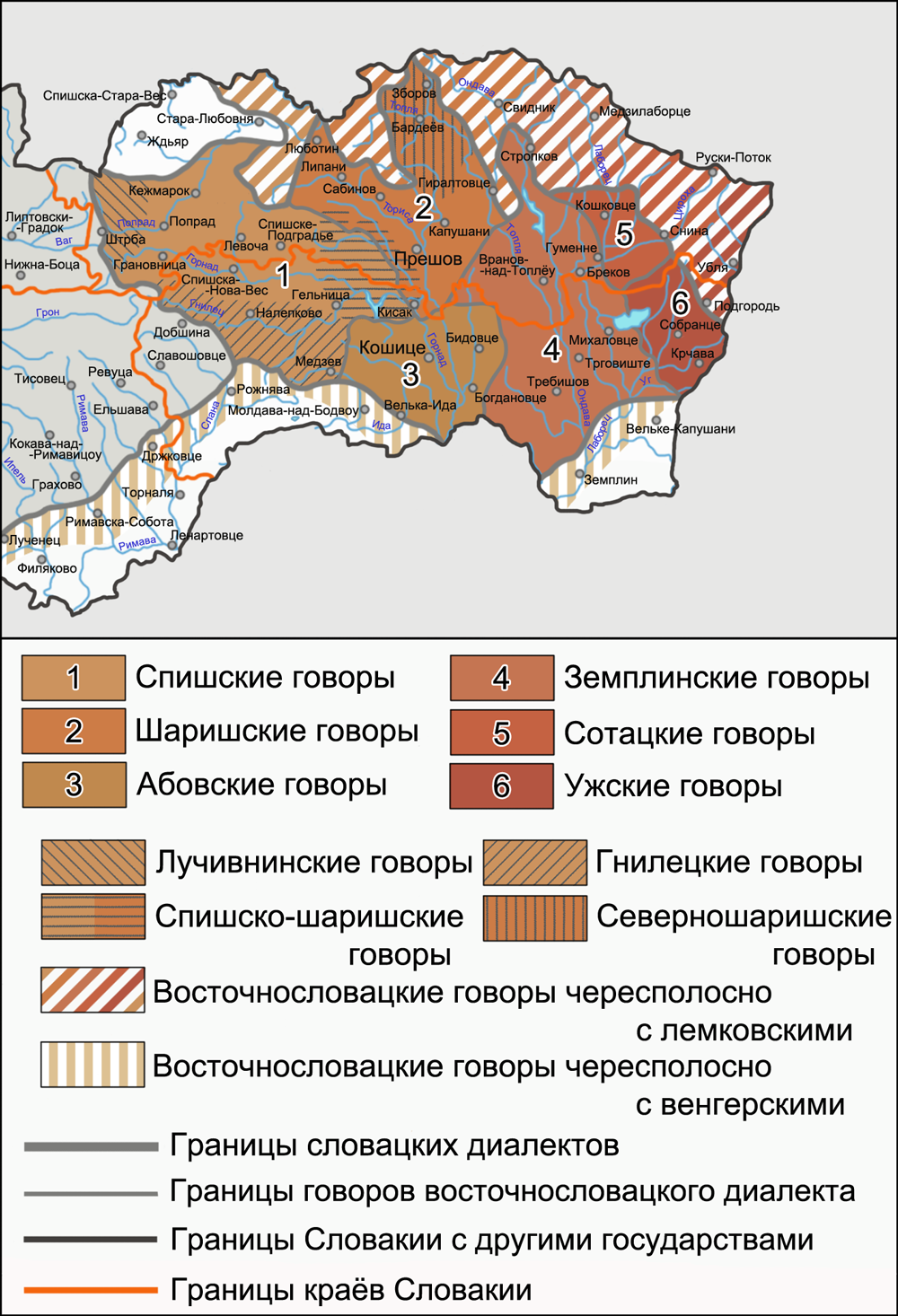
Сотацкие говоры на карте восточнословацкого диалекта

Со́тацкие го́воры (сотацкий диалект) (словац. sotácke nárečia) — говоры восточнословацкого диалекта, распространённые в крайне восточной периферийной части восточнословацкого языкового ареала. Относятся к восточным говорам восточнословацкого диалекта наряду с земплинскими и ужскими говорами.
На формирование сотацких говоров (так же, как и на формирование соседних с ними ужских говоров) в процессе длительных и интенсивных украино-словацких языковых контактов оказали влияние русинские (лемковские) говоры. Возможно, сотацкие говоры возникли на восточнославянском субстрате.
В сотацких говорах сохранились такие архаизмы, как корреляция согласных по твёрдости/мягкости и разноместное ударение, нетипичные для восточнословацкого диалекта в целом и всех остальных говоров словацкого языка.

## Область распространения
Сотацкие говоры распространены в восточной части Прешовского края — на смежных территориях западной части района Гуменне и восточной части района Снина — в среднем течении реки Лаборец при впадении в неё реки Цироха. Носители сотацких говоров — представители небольшой словацкой субэтнической группы сотаков. Название данная группа словаков получила от употребляемого в их говорах вопросительного местоимения so (слов. литер. čo, восточнослов. co «что»).

На западе сотацкие говоры граничат с областью распространения земплинских говоров, на севере и востоке — с говорами лемковского диалекта. С юга и юго-востока к сотацким говорам примыкает территория распространения ужских говоров.

## Особенности говоров
Сотацкие говоры характеризуются большинством диалектных черт восточнословацкого диалекта, таких, как:
1. Сочетания roT-, loT- на месте праславянских сочетаний *orT-, *olT- не под акутовым ударением: lokec «локоть», rokita «ракита», loňi «в прошлом году» и т. п.
2. Наличие на месте праславянского носового ę после губных согласных /e/ (в кратком слоге): meso «мясо», hovedo «скотина», dzevec «девять» и т. п. и /ɪ̯a/ (в долгом слоге): pamɪ̯atka «память», «памятник», dzevɪ̯ati «девятый» и т. п.
3. Отсутствие долгих гласных: mam «(я) имею», davam «(я) даю», luka «луг», dobri «добрый», «хороший» и т. п.
4. Сочетания плавных с гласным на месте слоговых [r̥] и [l̥]: /ar/ (tvardi «твёрдый»); /er/ (śerco «сердце»); /ir/ (virba наряду с vɪ̯erba/verba «верба»); /ri/; /al/ (halboki «глубокий»); /el/ (vil’k/vel’k «волк»); /ol/, /ul/ (polno/pulno «полно»), /lu/ (slunko «солнце»), /li/ (hl’iboko «глубоко»).
5. Изменение мягких /t’/ и /d’/ в [c], [dz]: dzeci «дети», dzedzina «деревня», cixo «тихо», volac «звать» и т. п.
6. Окончание существительных -och, общее для форм родительного и местного падежа множественного числа всех трёх родов: bratox «братьев», «о братьях», ženox «женщин», «о женщинах», mestox «городов», «о городах», и окончание -om, общее для форм дательного падежа множественного числа всех трёх родов: bratom «брату», ženom «женщине», mestom «городу»;
7. Окончание -ima в творительном падеже множественного числа прилагательных и местоимений: s tima dobrima «с этими добрыми», z mojima «с моими», ś n’ima «с ними» и т. п.
8. Наличие таких форм прошедшего времени глагола byt’ «быть» как bul «он был», bula «она была», bulo «оно было», bul’i «они были» и другие диалектные черты.

Кроме этого, в сотацких говорах отмечается ряд собственных местных языковых явлений, к которым относят:
1. Разноместное ударение.
2. Произношение сдвоенного /nn/ в словах типа kamenni, slamenni.
3. Наличие звука [š] в группе /str/: štreda, štriblo и т. п.
4. Наличие гласной [ä] в случаях типа kur’ä, dz’ic’ä, s’ä, m’äso, zajäc, v’äzac и т. п.
5. Употребление полумягких согласных в случаях типа dac’, radz’ic’, p’ätok и т. п.
6. Распространение вопросительного местоимения so (слов. литер. čo «что»)